# A todos um Bom Natal

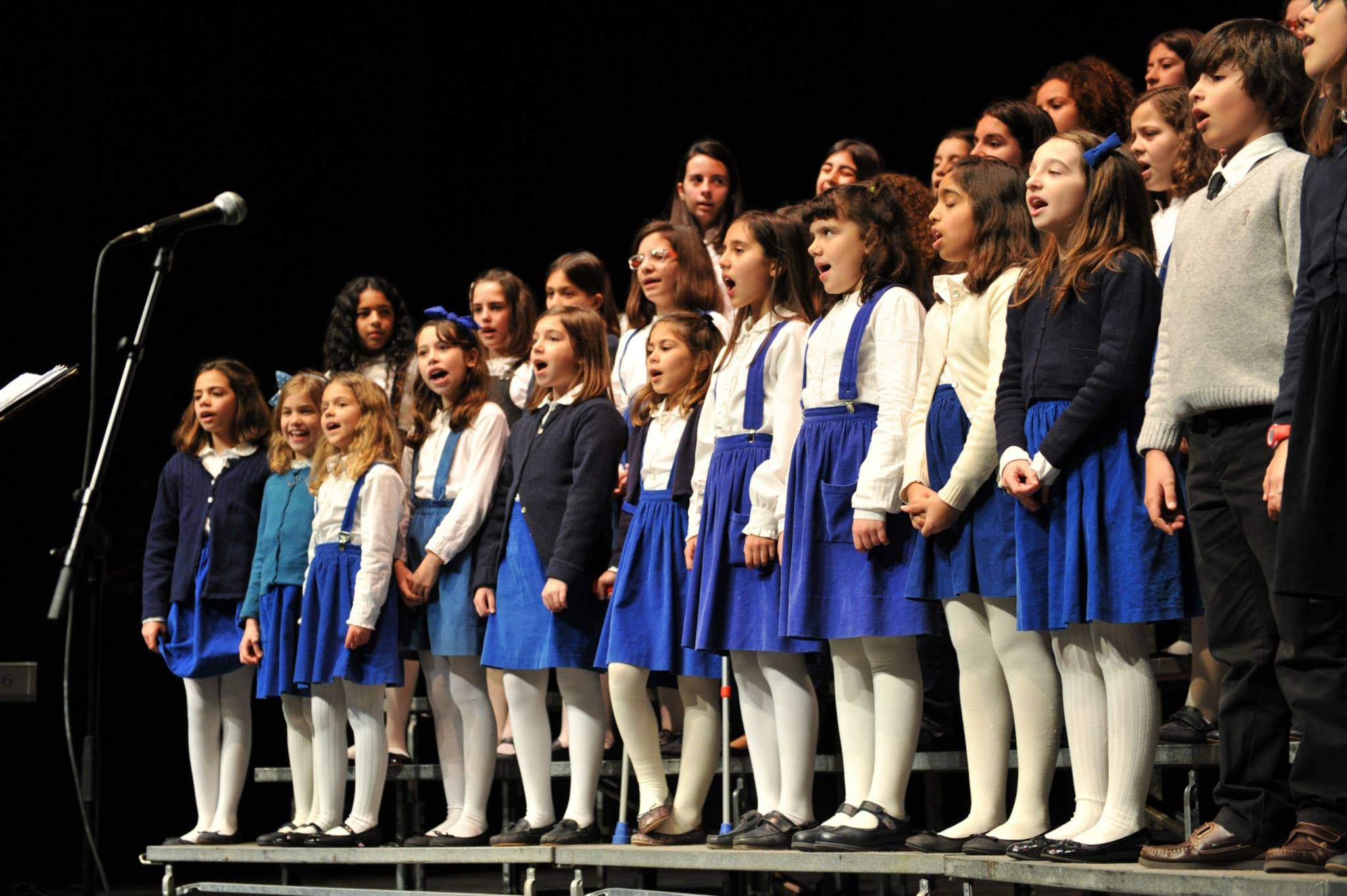
Coro Infantil de Santo Amaro de Oeiras

"A todos um Bom Natal" é uma canção de Natal do Coro Infantil de Santo Amaro de Oeiras composta por César Batalha, com letra de Lúcia Carvalho. Foi lançada em 1980 e, principalmente através da sua presença frequente em programas de rádio e televisão (por exemplo no já tradicional programa Natal dos Hospitais), tornou-se rapidamente no tema mais conhecido do coro oeirense e uma das canções de Natal mais populares em Portugal, atingindo o estatuto de "clássico de Natal".

## Ligações Externas
- A Todos Um Bom Natal  pelo Coro de Sto Amaro de Oeiras |